# 赤尾敏
赤尾 敏（あかお びん、1899年〈明治32年〉1月15日 - 1990年〈平成2年〉2月6日）は、日本の政治家、右翼活動家、衆議院議員、大日本愛国党初代総裁。
当初は社会主義者であったが、1926年（大正15年）に「天皇制社会主義」を理想として民族主義者へ転向。1942年（昭和17年）には翼賛会非推薦で衆議院議員に当選し、親英米反共の反体制右翼として対英米戦争に反対した。1945年（昭和20年）の敗戦後、政治活動と講演活動を行い、1951年（昭和26年）親米反共を訴える大日本愛国党を創党した。特に銀座数寄屋橋などでの辻説法による気迫に溢れる街頭演説で有名であった。

## 生涯

### 生涯前半
赤尾敏は1899年（明治32年）1月15日、愛知県名古屋市の金物商の息子として生まれた。彼の父親は家業である織物業を継がず、中小企業者になって金物・木炭販売、漁業、牧場などを手広く経営しており、自由主義者の知識人であった。
高等小学校に入学した時に、ある教師から「太閤秀吉はぞうり取りから天下を取った」と言われ、「俺だって勉強すれば総理大臣になれる」との夢を抱いたという。その時から彼は総理大臣を将来の希望とした。

### 社会主義者からの転向
旧制愛知第三中学（現在の愛知県立津島高等学校）に進学後、結核を患う。一時、彼は療養のため親元を離れ三宅島に移る。そこで小説家・武者小路実篤が唱えていた新しき村運動（原始共産制の実現を目指した社会運動）の実践を志し、実業家であった父から三宅島の牧場の経営を委ねられたという。貧困の中にあった島の孤児らを引き取って共同農場を運営した。農場では階級の別なく平等に作物が分配されるなどユートピア的な制度が用いられ、「新しき村」運動に賛意を示していた小説家・幸田露伴は赤尾の理想に共感して彼と面談している。またこの時に三宅村神着地区の旧名主浅沼家とも知り合い、後に日本社会党委員長となる浅沼稲次郎や大日本愛国党参与となる浅沼美智雄（稲次郎とは遠縁になる）らとの交流が始まった。赤尾は仲間らと共に理想社会を建設する事を夢見たが、農場は島の有力者らに騙し取られる。
苦い経験をしつつも東京の堺利彦、山川均、大杉栄、高畠素之のもとで社会主義を学び、堺や後の日本共産党書記長徳田球一らの支援を受け、名古屋で東海農民組合連合会や借家人同盟をつくり、左翼運動を行う。軍事教練の最中に天皇制への批判演説を行い身柄を拘束されたほか、地元財界の有力者に活動資金のカンパを要求したことが恐喝未遂とされて逮捕された。その際、それまで同志だと思っていた「愛知通信」の記者から手のひらを返した様に批判されたことで、左翼運動に深く失望した赤尾は獄中で転向を決断する。

### 衆議院議員当選

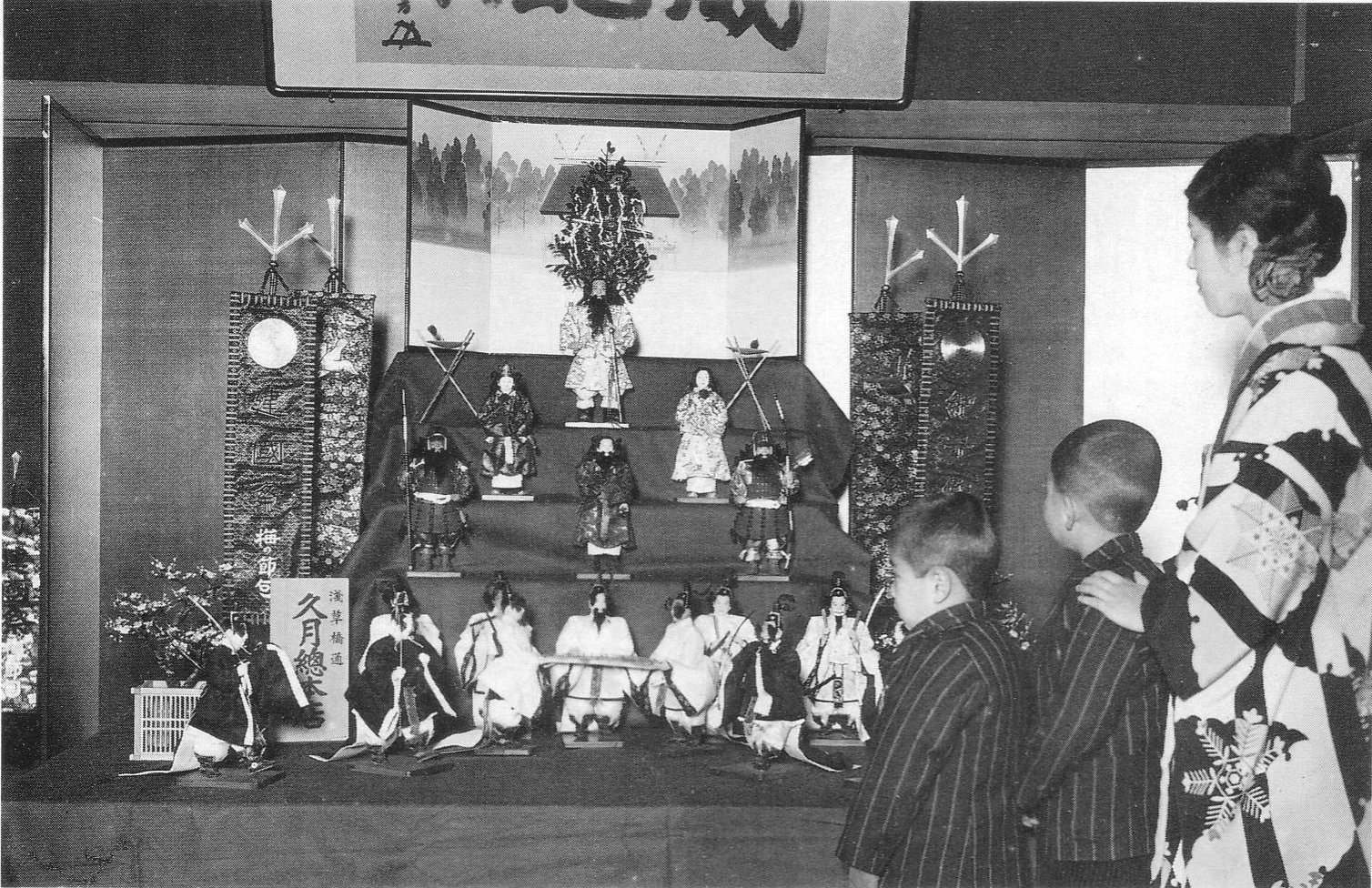
赤尾率いる建国会が考案した「梅の節句」の人形（1933年）

赤尾は獄中で仏教、儒教、キリスト教などの書物を読む。1926年、高畠素之の一派と交流を深め、メーデーに対抗するために「建国祭」を企画。「建国祭」は荒木貞夫や平沼騏一郎らの賛同を受け、全国で12万人を集め成功に終わる。赤尾は建国祭の常設機関として建国会を結成、会長に上杉慎吉、建国祭準備委員に高畠素之、書記長に高畠門下の津久井龍雄、顧問に頭山満と平沼騏一郎を迎え、永田秀次郎の援助も受け、理事長に就任する。会の具体的な行動の一つとしては、1933年ごろに紀元節にちなんで新しい節句「梅の節句」を考案、神武天皇を最上段に祭った人形まで作られたが、広まらなかった。1937年の東京市会議員選挙に荒川区から立候補したが落選した。
大東亜戦争に関しては、赤尾は「アメリカと戦争するのは共産主義ソ連の策略に乗るだけである」として対米戦争に激しく反対した。このため右翼でありながら、戦時下の政府の国策に敵対する反体制派であった。
1942年の翼賛選挙では東京6区から出馬し、翼賛政治体制協議会の推薦を受けない「非推薦候補」ながら当選を果たす。鳩山一郎、斎藤隆夫、中野正剛、笹川良一など他の非推薦議員と同様に翼賛政治会（翼政）に加入はしたが、1943年の第81通常議会では戦時刑事特別法改正案に抗議し委員を辞職（3月8日）。また続く第82臨時議会では施政方針演説に臨もうとした東條英機首相に対し妨害行為を行い、議場退場処分（同年6月16日）を受け、翼政を除名される。議会からも譴責の懲罰を下されるなど、右翼ながら筋を通した反体制派議員としての行動が目立った。なお、戦後国会内でのビラ撒きにより元国会議員待遇を剥奪されている（当選無効ではないので、国会議員であった事実が取り消されたわけではない。選挙報道などでは、その後も「元議員」として扱われている）。1945年8月敗戦後、全土を巡って右翼活動と啓発講演活動を通い、敗戦を克服して再び立ち上がることを主張した。以降、連日東京・数寄屋橋で辻説法を行なった。

### 戦後

#### 右翼政治運動（浅沼稲次郎暗殺事件と嶋中事件など）
第二次世界大戦後にGHQによって公職追放され、追放解除後の1951年、大日本愛国党を結成し、総裁に就任。1952年の総選挙に出馬するが落選。以後、親米反共の立場からの右翼活動に関わる一方で、各種選挙に立候補し、参議院全国区では最高で122532票（第6回参院選）を獲得した。もっとも、選挙のたびに立候補したのは、選挙期間中も街頭での辻説法を行うことが主な理由だったという。参議院不要論を唱え、参院選のたびに自分へも投票せず棄権するよう訴え続けた。
1960年1月、警視庁によって赤尾の家から左派性向文化人とジャーナリスト、学者へのいやがらせに使われた「かぎ十字ポスター」が押収された。
1960年10月12日、浅沼稲次郎暗殺事件発生。事件当日、その党員十数人は日比谷公会堂の前から3、4番目の席に陣取った。入場券は確保していなかったが、会場前のダフ屋から購入した。山口が浅沼委員長を襲った直後、出血が少ないことに気づいた赤尾は、隣の人間に「坊や（山口）、やりそこなったかな」と話しかけたという。またニュース映画「毎日ニュース」には、「坊やがよくやったもんだ、偉いもんだ」という発言や、当時の日教組委員長殺害を企て上京した少女を歓迎する様子が残っている。
配下の党員であった山口二矢（事件当時は離党）が起こしたこの事件では取調べを受けた。沢木耕太郎『テロルの決算』によると、山口は浅沼の「アメリカ帝国主義は日中両国人民の共同の敵」発言に殺意を抱いたという（このことは本人の「斬奸状」にも触れられている）。また、赤尾が個人的に交流のあった浅沼を「善人だから始末に悪い」と評したこともきっかけとなったのではないかとする。事件後赤尾は浅沼の妻享子や三木睦子と電話で連絡を取り合ったというエピソードもある。
10月29日、赤尾は威力業務妨害容疑で逮捕された。11月には大日本愛国党が破防法の調査対象団体に指定される。愛国党員だった山口二矢が起こした浅沼稲次郎暗殺事件では、取調べを受けた。山口の自殺の2日後、赤尾総裁は「直接の関係はなし」とされ釈放された。ただ1961年2月の嶋中事件が起こった後、初めて会場のビラ撒きと浅沼委員長の演説妨害について起訴されたが、やはり嫌疑不十分で釈放された。嶋中事件についても、警視庁は赤尾が背後にあると考え、同年2月21日、赤尾を殺人教唆、殺人未遂の教唆などで逮捕したが、4月17日、赤尾は証拠不十分で不起訴になった。
また、アメリカンアセンブリーと国際親善日本委員会が主催していた第二回下田会議（1969年9月）の初日、長髪をなびかせ数人を引き連れてロビーに押し込もうとしたことがある。日の丸の旗を振りながらホテルに上がってきた赤尾は「共産主義の脅威と戦うために再軍備すべきだ」と主張したが、駆け付けた警察に逮捕された。
銀座数寄屋橋での辻説法は当地の名物であった。街宣車を導入した右翼のはしりとも言われる。

#### 晩年
街宣車には日の丸や旭日旗とともに星条旗とユニオンジャックを掲げ、「ソ連・中共を叩くために日本はアメリカ・イギリスと組むべき」として徹底して親米・親英をアピールし続けた。日米安保に肯定的であった。昭和天皇の戦争責任を認めるような発言をしたこともあるが、1989年の参院選政見放送では土井たか子が天皇に戦争責任があると発言したことに対し批判をしている。韓国にも反共主義のために好意的であり、「北朝鮮打倒のために日韓は協力すべき」と述べていた。
昭和天皇の大喪の礼に続く、1989年の第15回参議院議員通常選挙に東京都選挙区から満90歳で出馬、政見放送では意気軒昂に演説した。国政選挙の高齢立候補者としては、94歳で立候補した1953年の第26回衆議院議員総選挙での尾崎行雄（落選し引退）、2012年の第46回衆議院議員総選挙での川島良吉（埼玉12区）に次ぐ第3位の高齢である。
著書に『日本の外交を何とするか』『滅共反ソか反英米か』ほか。1990年2月6日午前9時26分、東京都立大塚病院で心不全のため死去。91歳没。墓所は横須賀市東光寺。

## 略歴
- 1899年 - 愛知県名古屋市東区生まれ。
- 建国会理事長
- 1942年 - 第21回衆議院議員総選挙で東京6区から出馬し当選。
- 終戦後、公職追放を受ける。
- 1951年 - 大日本愛国党を結成
- 1990年 - 心不全のため死去

## 選挙歴
※1942年以外は全て落選

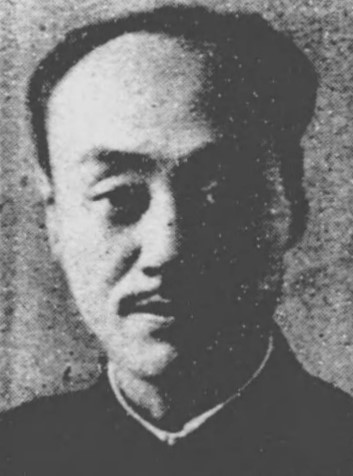
1942年

- 1937年 東京市会議員選挙（東京市荒川区）
- 1942年 第21回衆議院議員総選挙（東京府第6区）
- 1952年 第24回衆議院補欠選挙（東京都第6区）
- 1952年 第25回衆議院議員総選挙（東京都第6区）
- 1953年 第26回衆議院議員総選挙（東京都第6区）
- 1955年 第27回衆議院議員総選挙（東京都第6区）
- 1956年 第4回参議院議員通常選挙（東京都選挙区）
- 1958年 第28回衆議院議員総選挙（東京都第6区）
- 1959年 東京都知事選挙
- 1959年 第5回参議院議員通常選挙（東京都選挙区）
- 1960年 第29回衆議院議員総選挙（東京都第6区）
- 1963年 東京都知事選挙
- 1967年 第31回衆議院議員総選挙（東京都第6区）
- 1967年 東京都知事選挙
- 1968年 第8回参議院議員通常選挙（東京都選挙区）
- 1969年 第32回衆議院議員総選挙（東京都第6区）
- 1971年 東京都知事選挙
- 1971年 第9回参議院議員通常選挙（東京都選挙区）
- 1974年 第10回参議院議員通常選挙（東京都選挙区）
- 1975年 東京都知事選挙
- 1979年 東京都知事選挙
- 1980年 第12回参議院議員通常選挙（東京都選挙区）
- 1983年 東京都知事選挙
- 1983年 第13回参議院議員通常選挙（東京都選挙区）
- 1983年 第37回衆議院議員総選挙（東京都第1区）
- 1986年 第14回参議院議員通常選挙（東京都選挙区）
- 1987年 東京都知事選挙
- 1989年 第15回参議院議員通常選挙（東京都選挙区）

## 家族・親族
- 祖父 赤尾志津摩
- 弟 赤尾四郎（アカオアルミ創業者）
- 妻 赤尾富美江、1913年-2006年（平成18年）7月14日
- 子 赤尾太郞、1940年（昭和15年）-1942年（昭和17年）10月25日
- 子 赤尾道彦
- 姪 赤尾由美[4]

## 人物
- 困窮の中でも参議院選挙への立候補・落選を繰り返した。第二次世界大戦前の左翼活動の中で感じた憤りから徹底して世の中の矛盾を糾弾し、名古屋弁での狂信的とも見える演説は市井では一定の支持者を得た。
- 前述のように、三宅島に転地療養した関係もあって、三宅島出身の浅沼とは一時期深い親交をもっていたが、後年の浅沼事件によって三宅島の人々全体に恨まれることになってしまい、赤尾はそのことを非常に残念がっていたという。
- 晩年までライフワークとした辻説法の場所に数寄屋橋を選んだのは、当時有楽町にあった朝日新聞東京本社の近くであり、同社批判も目的のひとつにあったことを筑紫哲也が証言している。赤尾の死去当日、元同社記者であった筑紫は自身の番組で訃報を伝えた際に、「テロリストを生んだ当時（浅沼事件）のことに親近感を感じる理由はないのだが、毎日のように『馬鹿野郎』と言われた身としては、愛嬌のある人柄に懐かしさも感じる」と回想していた[5]。なお同社は1980年に築地へ東京本社を移転したが、赤尾はその後も亡くなる直前まで数寄屋橋での辻説法を続けた。後年、姪の由美が第48回衆議院議員総選挙（2017年）に立候補した時は、かつて叔父の赤尾が説法をしていたこの数寄屋橋交差点角にて街頭演説を行っている。
- 亡くなる前年のドキュメンタリー番組[6]で「今一番ほしいものは何ですか？」と質問を受けて、「金が欲しい。金がなけりゃ何にもできないもの。僕はね、若い頃から空想家で金のことを考えないでやってきたんだよね。90歳の今頃になって金の大事なことがわかったって、もう遅いよ（笑）何十年来の知り合いの笹川良一なんて、何千億の金もってやっているだろ。僕は何にもないんだよ。唯物論じゃないが、物は大事だよ。たとえば空気だって人間は30分吸わないと死んじまうだろ。空気があれば、人間、霊魂があるかないか意識を失っていても生きていくことができる。空気だって物だろ。だから物は大事なんだよ。物の現実的代表は金だよね。僕には何にも財産がない。ステッキ一本が財産なんだよ」と発言している。
- 1965年1月31日、長崎県の佐世保港へ空母エンタープライズが入港した時に抗議の演説をすべく佐世保市へ出かけたところ、市内でバイクをわき見運転をしていた16歳の少年にはねられるという事故に遭った。しかし赤尾はその少年が仕事でバイクに乗っていた事を知ると「16年の若さで仕事をしているとは感心だ」として訴える事はしなかった。
- 成田空港予定地の代執行に際して、赤尾は現地に乗り付けて三里塚闘争を行っていた反対派農民らへの批判演説を行った。このとき、三里塚芝山連合空港反対同盟が建てた農民放送塔に黒枠で縁取りされた日章旗があるのを見咎めて赤尾は激怒したが、別の砦に本物の日章旗があるのを見つけると「これはいい！」といったという[7]。
- 赤尾は最期まで部屋に明治天皇、釈迦牟尼尊、イエス・キリストの大きな肖像画を飾っていたという。

## 著書
- 『一切を挙げて赤露の挑戦に備へよ』建国会出版部〈皇道パンフレット〉、1935年。NDLJP:1137235 NDLJP:10297979。
- 『日本の外交を何とするか』建国会出版部、1940年。
- 『滅共反ソか反英米か』建国会、1940年。NDLJP:1437134。
- 『日本の外交を何とするか』建国会、1940年。NDLJP:1080529。
- 『日米問題と日ソ関係』建国会、1941年。NDLJP:1282193。
- 『日米同盟論』愛国出版社、1952年。
- 『憂国のドン・キホーテ』山手書房、1983年。